# Kein Plan
Kein Plan è un singolo della rapper kosovaro-svizzera Loredana, pubblicato il 6 settembre 2019 come quarto estratto dal primo album in studio King Lori.
Il brano vede la partecipazione del rapper tedesco Mero.

## Video musicale
Il video musicale, uscito in concomitanza con l'uscita del brano, è stato diretto da Flo Brunner.

## Tracce
Testi di Loridana Zefi e Enes Meral, musiche di Laurin Auth e Joshua Allery.
1. Kein Plan (feat. Mero) – 2:35

## Classifiche

### Classifiche settimanali
| Classifica (2019) | Posizione massima |
| ----------------- | ----------------- |
| Austria           | 2                 |
| Germania          | 1                 |
| Svizzera          | 4                 |

### Classifiche di fine anno
| Classifica (2019) | Posizione |
| ----------------- | --------- |
| Germania          | 60        |